# オルセー
オルセー （Orsay）は、フランス、イル＝ド＝フランス地域圏、エソンヌ県のコミューン。
8世紀のシュヴルーズ谷にあった砦であり、農村にも影響を及ぼしていた。19世紀に鉄道の到着、そして現在も診察を継続するサントル・オスピタリエ病院（fr）の建設支援者のおかげで、オルセーは発展した。パリ第11大学があり、街はパリ都市圏から往来が可能なパビリオンとなった。科学の「競争力拠点」（fr）の中心で、グランゼコールの高等電気学校（fr）、光学大学院（fr）や、フランス国立科学研究センターとキュリー研究所がある。

## 地理
オルセーは、フランス国道の起点であるパリ・ノートルダム大聖堂の南西22マイルにある。自然区分上の地方であるウルポワ地方に属する。イヴェット川の谷の中にあり、この他にはシュヴルーズ谷とも呼ばれている。この谷は堆積岩と砂岩を産出する粘土と砂質土からなる。
イヴェット川はコミューンを東から西に横断する。川沿いには大小の湖が点在する。

## 交通
コミューンを数本の主要道が走り車での往来を容易にしている。東の境を南北に国道118号線と県道446号線が走る。東から西を県道188号線が、中心部を県道988号線が走る。
鉄道は、古いソー線をRER B線が走っている。ギシェ駅、オルセー・ヴィル駅がコミューンにある。ノクティリアンのバス路線がある。8マイル北東にあるオルリー空港へは、オルリーヴァルでアクセス可能である。

## 由来
オルセーの名は、ローマ時代のヴィッラ、Orciusに由来する。1080年にはOrceacumとして登場する。11世紀にはVillula Orceacusであった。12世紀にOrcei、13世紀にOrceiacusとなり、その後Ourcet、そしてオルセーとなった。

## 歴史

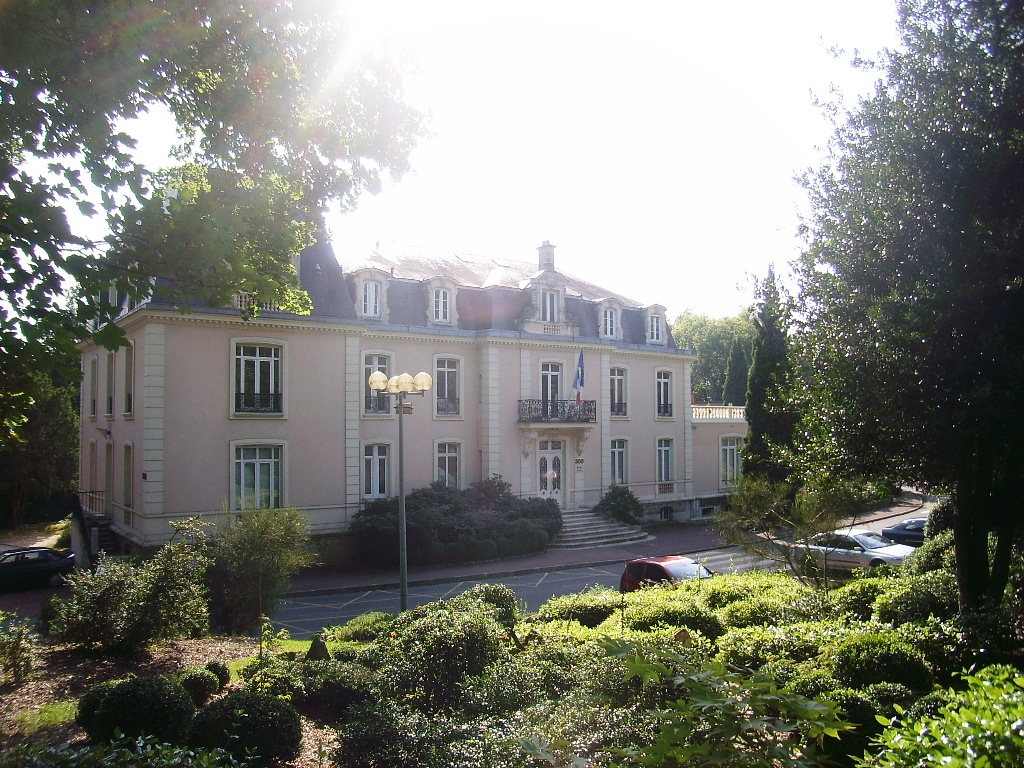
ローネー城

1993年、1世紀と2世紀の、ガロ＝ローマ時代の遺跡が発掘された。住居、陶器、硬貨、ガラス工芸品や日用道具を含め、住民の存在を裏付けている。754年、ピピン3世（小ピピン）は現在のオルセーの土地をサン＝ジェルマン＝デ＝プレ修道院へ与えた。999年、この村についてベネディクト会派の修道士が、ブシャール1世とコルベイユ伯、ブロワ伯ウード2世が平野で繰り広げた血みどろの戦いについて記した原稿の中で言及した。1080年、パリ司教ゴドフロワ・ド・ブローニュは、村をロンポンの修道士たちに渡した。1151年にはサン＝マルタン教会が建設され、ハンセン病療養所ができた。
百年戦争中の1424年、オルセーの城はイングランド軍に占領された。のち、トロワ司教やリジュー司教を輩出するラギエ家がドメーヌを購入し、城を築いた。結婚や相続によって、1675年にパリ高等法院およびパリ憲兵隊の参事官シャルル・ブーシェが領主となった。彼はグルヌイェール河岸の修復担当者であり、のちルイ14世からオルセー河岸の担当に命じられた。パリ、セーヌ河岸のケ・ドルセー（fr）の名はシャルル・ブーシェにちなむ。
1741年、徴税人のピエール・グリモ・デュ・フォールがドメーヌを購入した。彼はまちの中心部を再編した。彼の息子ガスパールはオルセー伯爵の称号を得た。フランス革命のさなかの1790年、オルセーはセーヌ＝エ＝オワーズ県のパレゾー郡に属するコミューンとなった。同じ頃ユロ夫人が城を購入した。1791年にはジャン・ヴィクトル・マリー・モロー将軍が城の持ち主だった。
1815年以降、まちはジャン・ルイ・アルシャンジェの注目に値するリーダーシップのもとで近代化された。彼は1832年にホスピスと学校建設を許可した。1854年、ソー線がオルセー・ル・ギシェ駅まで延長された。この路線は1867年にオルセー・ヴィル駅を経由してリムールまで延長された。都市化や開発は、1873年の市役所建設、1875年の全戸への上水道敷設、1881年のガス灯導入の成果をみた。
20世紀にコミューンは変化を体験した。1938年の鉄道電化で、パリへの所要時間は約30分になった。1955年、パリ大学がローネー城を購入し、1958年に移転した。1965年以降キュリー研究所が移転してきた。

## 史跡
- タンプル・ド・ラ・グロワール - ホーエンリンデンの戦いにフランスが勝利したことを記念し1800年に建てられた。ネオクラシック様式。第二次世界大戦後にオズワルド・モズレーが購入。
- サン＝マルタン＝サン＝ローラン教会 - ネオクラシカル様式。
- 市役所 - グリモ・ドルセー城跡に建設された。

## 人口統計
1960年代以降、フランス領アルジェリアからの引揚者を対象としたモンデトゥール地区の開発や、首都再編によるパリ住民の郊外移動に対応するため集合住宅群グラン・アンサンブルが建設され、1954年から1968年までの間に人口が倍増した。
| 1962年 | 1968年 | 1975年 | 1982年 | 1990年 | 1999年 | 2006年 |
| ------ | ------ | ------ | ------ | ------ | ------ | ------ |
| 9344   | 12087  | 13530  | 14057  | 14849  | 16219  | 16597  |

参照元:1968年以降INSEE ·  · 

## 政治
オルセーの政治傾向は典型的でない。中産階級が右派に投票する傾向が強いのに対し、学生や研究者は左派に投票する傾向が強いからである。近年、投票において後者の方が世論調査では優位に立っているようである。2008年の市長選では、1995年より現職にあったマリー・エレーヌ・オブリーが社会党候補のダヴィド・ロスに敗北した。

## 姉妹都市
- イーリー、イギリス
- ケンペン、ドイツ

## 関係者
出身者
- ギー・デメル - サッカー選手

居住その他ゆかりある人物
- サー・オズワルド・モズレー - 英政治家、イギリスファシスト連合指導者。当地の病院で死去